# Saint-Ouen-le-Pin
Saint-Ouen-le-Pin é uma comuna francesa na região administrativa da Normandia, no departamento Calvados. Estende-se por uma área de 5,63 km². Em 2010 a comuna tinha 267 habitantes (densidade: 47,4 hab./km²).